# Zoo de La Palmyre
Le zoo de La Palmyre est un parc zoologique français situé sur la côte atlantique de la Nouvelle-Aquitaine, en Charente-Maritime, dans la presqu'île d'Arvert, entre Royan et l'Île d'Oléron. Créé en 1966 par Claude Caillé, le parc est toujours la propriété de sa famille. Il est actuellement présidé par son fils, Patrick Caillé, et dirigé par son petit-fils Pierre Caillé.
Il s'étend sur 18 hectares au sein de la station balnéaire de La Palmyre, enclavée entre la forêt domaniale de la Coubre et la forêt des Combots d'Ansoine. Le parc, aménagé en jardin paysager, offre au visiteur l'occasion d'observer plus de 1 500 animaux de 115 espèces, tout au long d'un parcours de plus de 4 kilomètres.
Le zoo, membre permanent de l'Association européenne des zoos et aquariums (EAZA), s'engage dans la conservation ex situ en participant à des programmes européens pour les espèces menacées (EEP). Il est également membre de l'Association mondiale des zoos et aquariums (WAZA).
Il est l'un des dix parcs zoologiques les plus visités de France, avec plus de 700 000 visiteurs en 2014.

## Historique

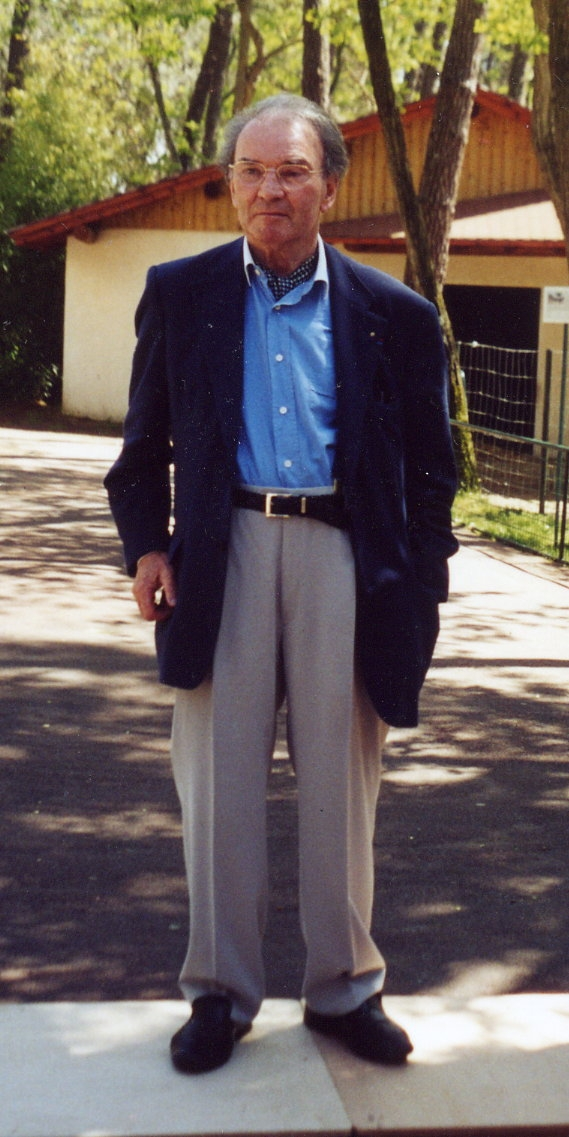
Claude Caillé

Si le zoo de la Palmyre n'a officiellement ouvert ses portes qu'en 1966, le projet débuta réellement de manière officieuse dès 1957, grâce aux efforts de Claude Caillé, son créateur, alors âgé de 35 ans.
Ce dernier, fils d'un vendeur de journaux, commence à travailler avec son père dans ce milieu modeste dès l'âge de 14 ans. Il a une vingtaine d’années lorsqu'il fait la rencontre de sa future femme, Irène, dont l'un des frères possède un petit parc zoologique à La Crouzille, commune de Saint-Sylvestre (à 20 km au nord de Limoges). C'est en venant y aider son beau-frère que Claude Caillé se découvre une passion pour les animaux. Dès lors, il se plonge dans les livres et étudie la zoologie.

### Un zoo ambulant
En 1957, accompagné de sa femme et de ses deux enfants, Patrick et Bruno, Claude Caillé débute avec un petit zoo ambulant qu'il présente dans les écoles, sillonnant la France. Puis, dans les années 1960, il décide de partir en Afrique pour y capturer des animaux, une pratique alors légale à l'époque. Après un séjour chez les Pygmées, il ramène du Cameroun des gorilles et des chimpanzés.
Il part ensuite au Kenya où, aidé par les Kikuyus, il capture zèbres, antilopes et girafes, mais n'a pas suffisamment d'argent pour payer les taxes et le transport des bêtes[réf. nécessaire]. Il rentre alors en France bredouille, mais revient trois mois plus tard avec l'argent nécessaire[réf. nécessaire]. Malheureusement, les animaux confiés à son équipe ont entre-temps disparu, tués par les Kikuyus[réf. nécessaire]. Claude Caillé reprend alors la route et les tournées scolaires pendant trois ans[réf. nécessaire].

### Création du zoo de la Palmyre
De retour au Kenya, il s'associe cette fois avec Carr-Hartley qui capture et fournit des animaux aux zoos du monde entier. Cette fois l'opération réussit, et il revient alors en France avec un cheptel d'animaux exotiques, et s'installe au Clapet, embryon de la future station balnéaire de La Palmyre, au cœur d'une pinède de 8 000 hectares, la forêt domaniale de la Coubre, toute proche des plages de la Côte de Beauté.
En juin 1966, le zoo ouvre ses portes avec 60 animaux sur 3 hectares. C'était alors un zoo traditionnel aux dimensions fort modestes. À la fin du mois d'août, le parc enregistre déjà 129 500 visiteurs. Le succès allant croissant, le zoo n'a cessé de s'agrandir, de s'embellir et d'accueillir de nouveaux arrivants. À cette époque, les pensionnaires du zoo sont considérés comme faisant partie de la famille et, ainsi, les bébés dont les mères ne s'occupent pas sont élevés au biberon, tandis que les enfants s'amusent et dorment avec les petits guépards, et prennent leur bain avec les loutres. Aujourd'hui cependant, afin d'éviter de trop les dénaturer, les animaux ne sont plus élevés en nurserie mais par leurs parents. Ce n'est donc plus que dans des cas exceptionnels — abandon du petit, manque de lait ou d'instinct maternel, petit qui présente une pathologie, etc. — qu'un petit est retiré à sa mère.

### Développement
Le zoo ouvre en 1966. Il s'étend alors sur 2,5 hectares et présente 60 animaux. Environ 129 500 visiteurs sont venus au zoo durant la première saison.
L'année 1974 marque l'arrivée des premiers gorilles du parc : King-Kong, Natacha, Annette et Martha.
En 1975 est construit l'enclos des girafes. Celui-ci accueille un couple, baptisé Eoby I et Sophie. La même année, le parc zoologique a reçu 260 000 personnes dont 190 000 pendant les trois mois d'été.
En 1976, de nombreux animaux sont évacués en raison d'un grand incendie qui ravage la forêt de la Coubre et menace le zoo, mais finit par s'arrêter à quelques centaines de mètres du parc.
En 1978, trois orang-outans, Borg, Lotus et Tiba, arrivent au zoo. En mars de la même année a lieu la naissance de Sabrina, premier gorille né en captivité en France.
En janvier 1979, Sophie donne naissance à son premier girafon, une femelle baptisée Kitrie.
En 1980 est construite la singerie. Le zoo enregistre sa première naissance de colobe guereza.
En 1981, le zoo s'étend désormais sur plus de 4 hectares.
En 1984 est construit l'emblématique rocher aux flamants à l'entrée du parc. En août de cette même année, le zoo accueille son premier couple de rhinocéros blancs, Noëlle et Whist, provenant respectivement des Pays-Bas et du Royaume-Uni. Leur enclos est aussi peuplé de zèbres de Grévy.
Depuis 1985, les flamants du Chili se reproduisent avec succès. C'est cette même année qu'est créé le spectacle des otaries de Californie.
En 1986, une naissance d'ours polaire a lieu.

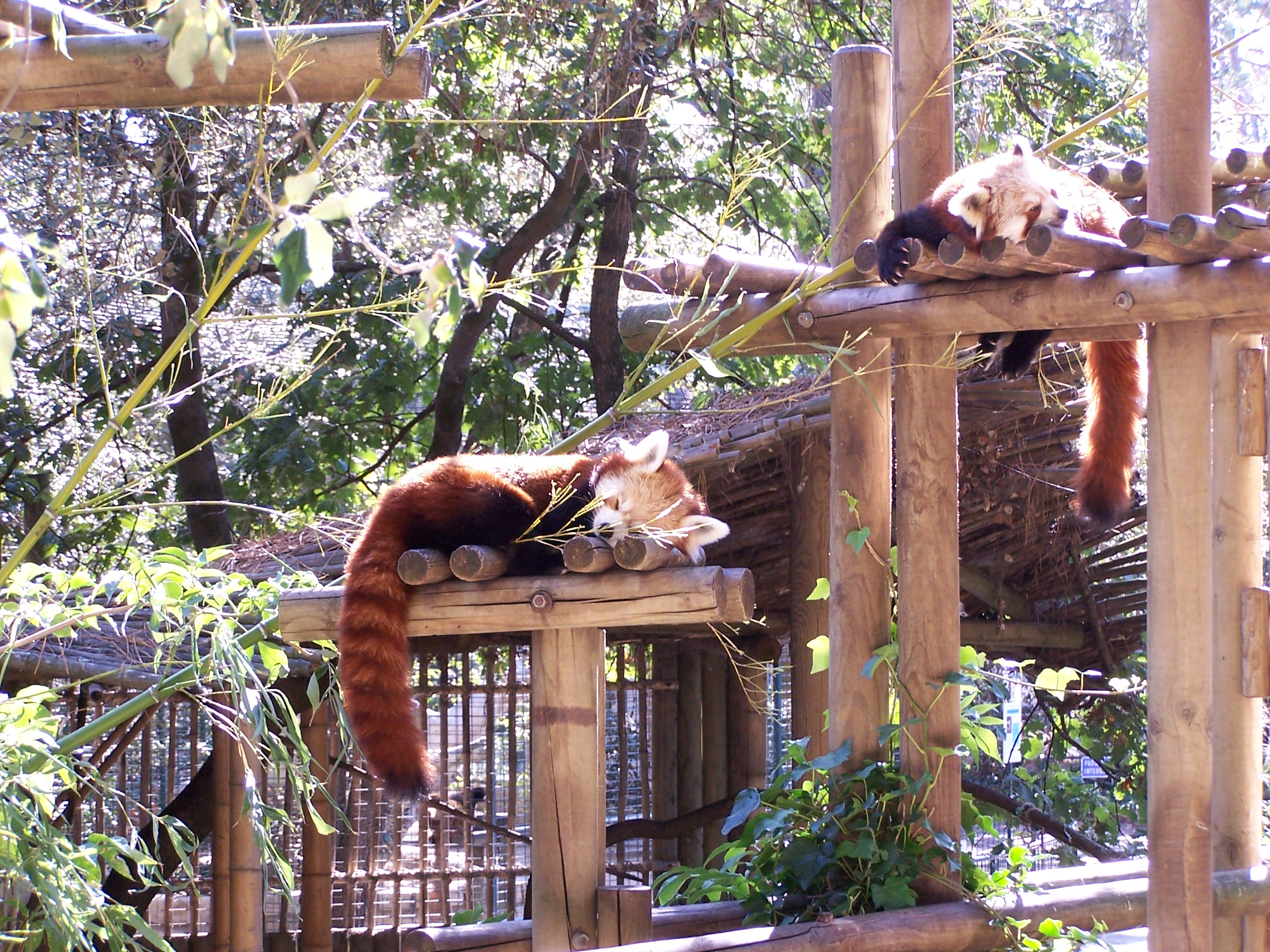
Deux petits pandas du zoo de la Palmyre se reposent après avoir mangé. En raison d'un important braconnage et de la réduction de son habitat liée à l'expansion des activités humaines, l'espèce est en danger d'extinction et à ce titre figure sur la liste rouge de l'Union internationale pour la conservation de la nature (UICN)

En juin 1988 et en juillet 1990, Georges de Caunes s'installe quinze jours dans une cage du zoo, sous l'étiquette Homo sapiens, pour y observer les humains avec les yeux des animaux. L'année 1988 marque également la reconstruction de l'enclos des hippopotames.
En 1989, le zoo de la Palmyre obtient sa première naissance d'otarie de Californie et emploie un vétérinaire à temps plein, Thierry Petit.
En 1992, le zoo de la Palmyre réussit sa première reproduction de guépards. Cette année marque aussi la construction du nouveau plateau et de la maison des éléphants d'Asie : Shinto, Malicia et Alix. Une vaste plaine africaine, mélangeant des zèbres de Chapman, des gnous, des blesbocks, des impalas et des autruches est également aménagée. Le zoo a doublé sa surface : il s'étend désormais sur plus de 9 hectares.
En 1995, est construit le nocturama, qui accueille près de 300 roussettes d'Égypte et de Rodrigues. La même année a lieu la première naissance d'éléphant d'Asie au zoo.
En 1996 est créé le bassin des ours polaires. D'une capacité de 1 000 m3 d'eau, il permet aux visiteurs d'observer les évolutions de ses pensionnaires, que ce soit à l'air libre ou sous l'eau grâce à 34 m2 de vitres de 7 cm d'épaisseur. Le vivarium ouvre également ses portes ; le zoo s'étend alors sur 14 hectares.
En octobre 2000, une femelle guépard née en 1992, l'une des rares reproductrices françaises, présente des troubles salivaires et locomoteurs. Malgré tous les soins prodigués, l'état général de l'animal se dégrade, obligeant le docteur Thierry Petit à l'euthanasier en février 2001. Les analyses effectuées par l'Agence française de sécurité sanitaire des aliments (AFSSA) de Lyon mettent en évidence le fait que l'animal est infecté par le prion de l'encéphalopathie spongiforme bovine (ESB), plus connue sous le nom de « maladie de la vache folle ». Il s'agit du premier cas d'ESB sur un non ruminant né en France. L'animal aurait été contaminé par des morceaux de bœuf, souillés par des restes de systèmes nerveux, donnés aux félins en complément de leur ration à base de poulet.
En 2002, le parc accueille des lycaons.
En octobre 2005, Claude Caillé a officiellement pris sa retraite, cédant ainsi sa place à son fils, Patrick Caillé.
En décembre 2005, le zoo a perdu l'ours polaire mâle, qui n'a pu être remplacé qu'à partir de juillet 2006 par l'ours Moni, venu tenir compagnie à Tania.
En 2006, en raison de l'épidémie de grippe aviaire, des mesures ont rapidement été mises en place et ont d'abord consisté à confiner certaines espèces et à protéger les mangeoires des espèces non confinées. Très tôt, il a été envisagé de vacciner par mesure de précaution les 600 oiseaux pensionnaires du zoo. Certaines espèces rares, comme l'étourneau de Bali, dont il ne reste que quelques couples dans le monde, doivent être en effet particulièrement protégées d'une éventuelle épizootie de grippe aviaire. Le confinement n'est malheureusement pas recommandé dans ce cas car il risquerait d'entraîner des pathologies graves chez des animaux par définition sauvages. Au printemps et à l'automne 2006, l'ensemble des oiseaux du zoo, ainsi que ceux des autres parcs zoologiques français, ont été vaccinés. Le virus n'ayant pas été éradiqué, une nouvelle campagne de vaccination a été effectuée en 2007.
Le tigre de Sibérie mâle, âgé d'une douzaine d'années, a quitté le zoo de la Palmyre en juin 2006 pour rejoindre Toundra, une femelle du zoo d'Amnéville. Il a été remplacé par un couple de tigres hybrides. L'éléphante Homaline a elle aussi quitté le zoo à l'automne 2006 pour rejoindre le zoo de Pont-Scorff.
En avril 2009 est inauguré l'espace des grands singes. Il accueille des chimpanzés, des gorilles et des orang-outans. Le complexe comprend quatre îles de 1 000 m2 chacune, séparées par un large fossé d'eau et des cascades de 5 mètres de haut. En hiver, les animaux évoluent dans de grandes serres chauffées dont la surface varie entre 300 et 400 m2, séparées les unes des autres par des rochers artificiels de 4 mètres de hauteur. Chaque salle comporte un sol en écorce naturelle, un bassin d’eau et des agrès permettant l’évolution des animaux sur différents niveaux. Cette nouvelle installation a nécessité deux ans et demi de travaux et porte la superficie du parc à 18 hectares.
En 2011 sont détruits les anciens bâtiments des gorilles et des chimpanzés, laissant la place aux nouvelles maisons des makis vari et des capucins.
En mars 2011, Claude Caillé, le fondateur du parc, décède ; de même pour Irène Caillé, son épouse, en septembre 2011.
En avril 2012, un nouvel enclos pour les grands koudous est créé, situé juste avant l'espace des grands singes. En novembre de la même année a lieu la première naissance de rhinocéros blanc au zoo.
En 2013 a lieu la construction d'un nouveau bâtiment de quarantaine et la construction d'un enclos pour les bongos, à la place de l'ancien enclos des grands koudous.
En 2014 est rénové le bâtiment des oryx algazelles.
En 2017, un nouveau bâtiment destiné à héberger un mâle éléphant est construit.
En 2018, un enclos pour les mandrills est aménagé dans l'ancienne fosse des coatis.
En 2019 a lieu l'ouverture d'une nouvelle boutique.
En 2022, Arrivé des loutres géantes dans l'ancien enclos des ours blancs.
L'année 2025 voit la création d'un nouvel espace destiné aux tigres, dans lequel sont présentés deux tigres de Sibérie.
Référence :

## Installations et faune hébergée
Le parc est entièrement accessible aux handicapés, dispose d'un parking gratuit, et propose des points de rafraîchissement et de restauration à l'intérieur du parc. Plusieurs espaces pour les bébés (change et micro-ondes) sont accessibles le long de la balade.
Le zoo accueille 110 espèces, parmi lesquelles des carnivores, des ongulés, des primates, des reptiles, des mammifères et des oiseaux.

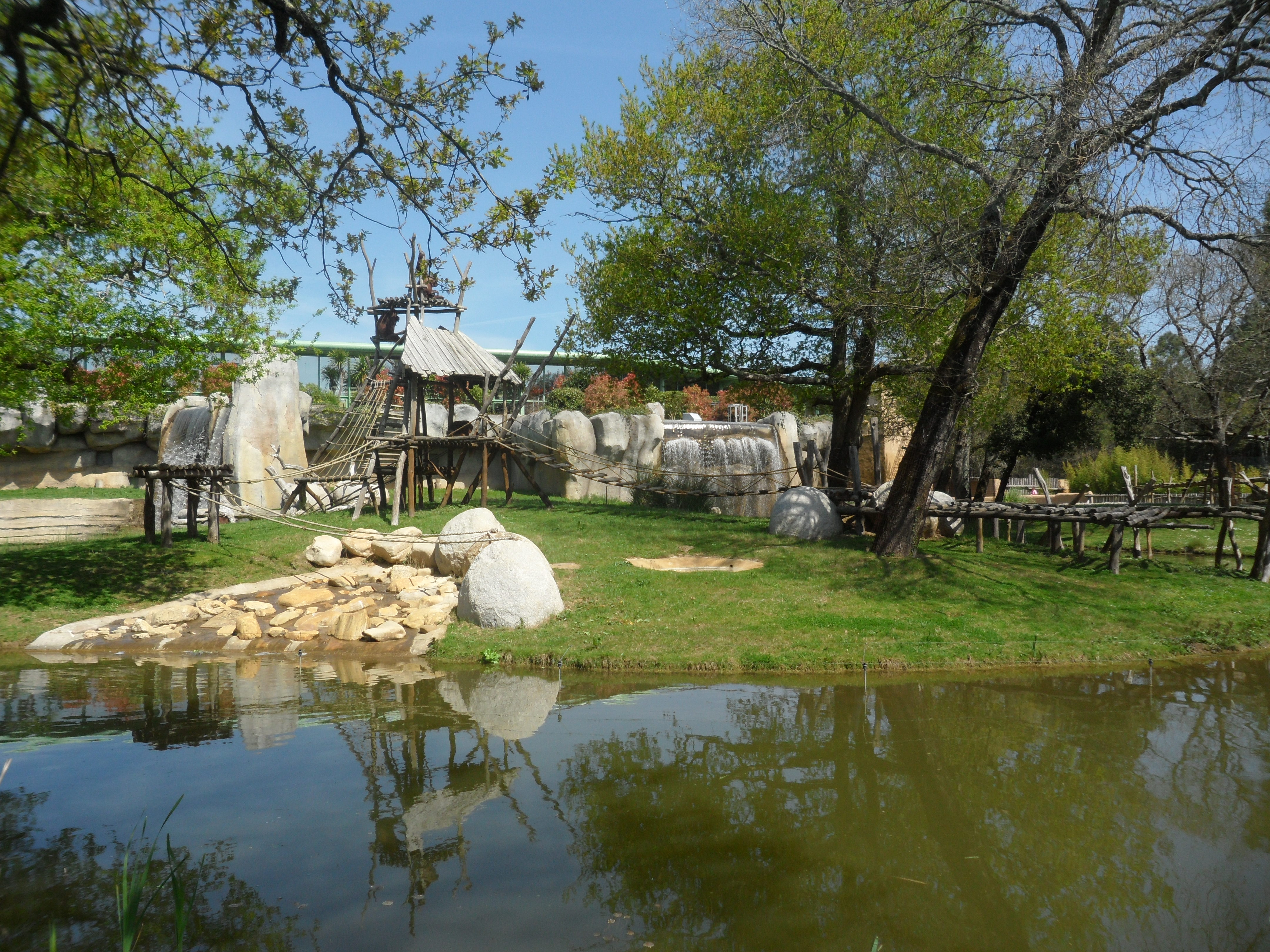
L'espace grands singes du zoo.
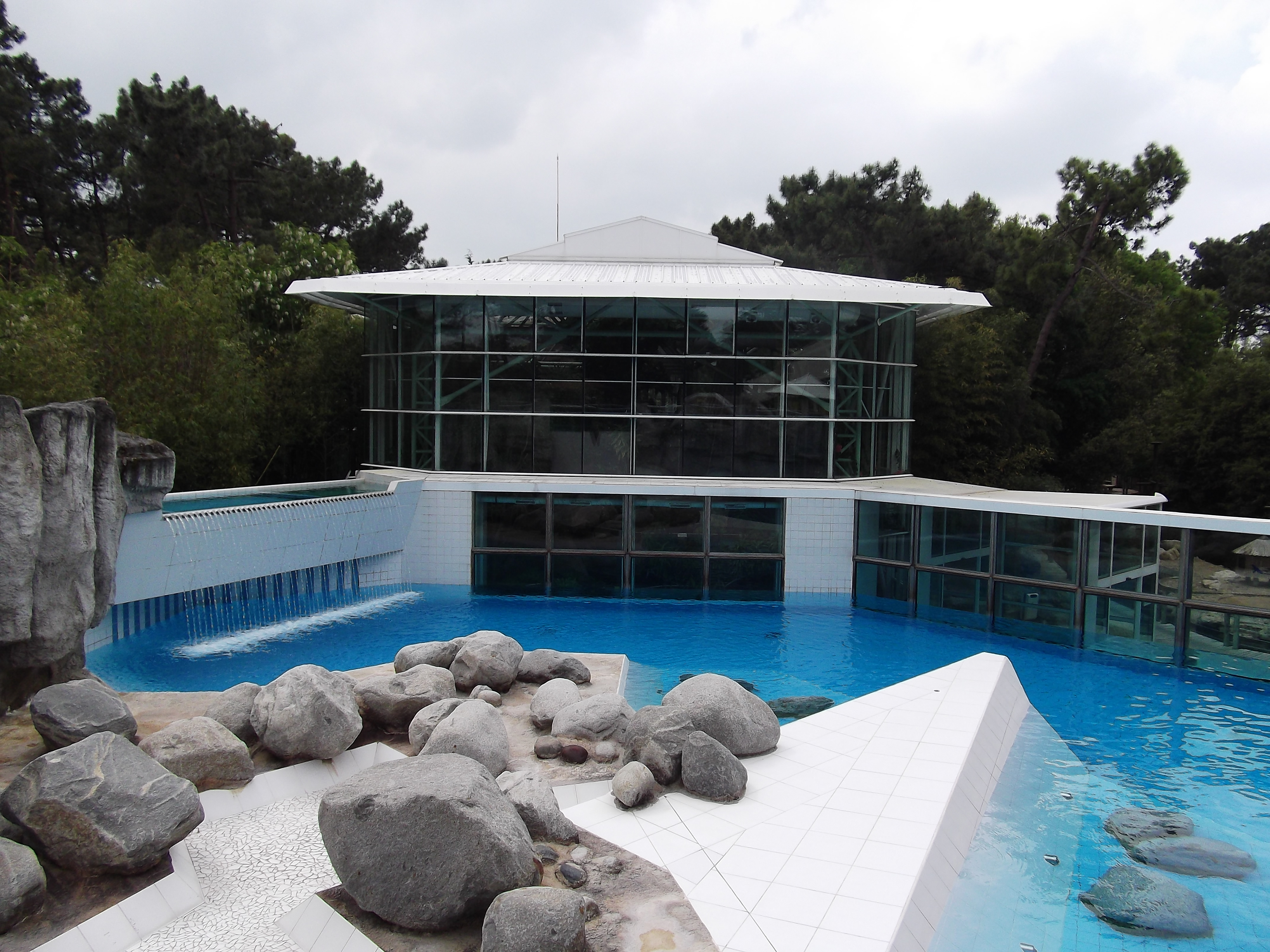
Fosse aux ours polaires et vivarium.

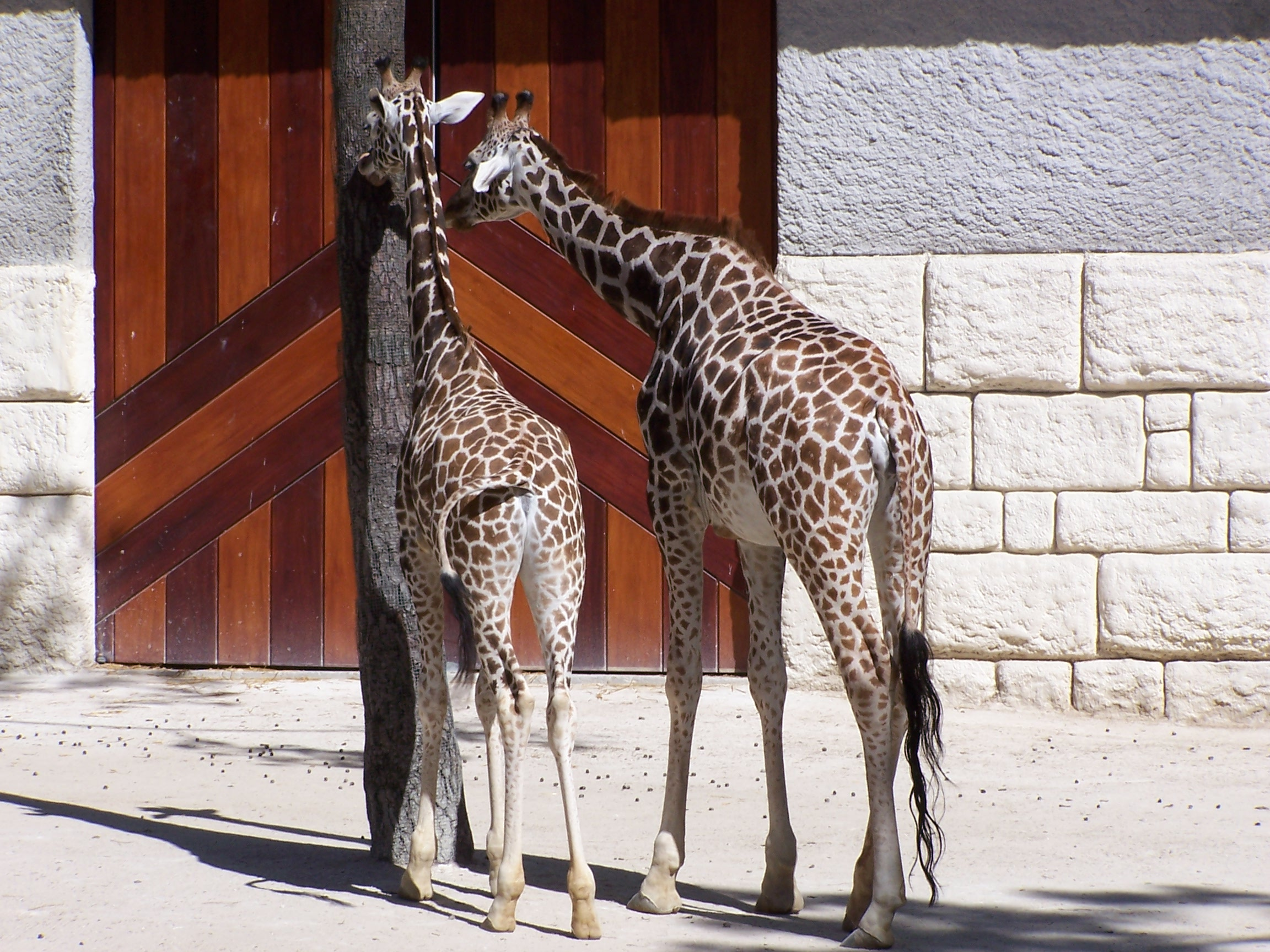
Girafons (Giraffa camelopardalis).
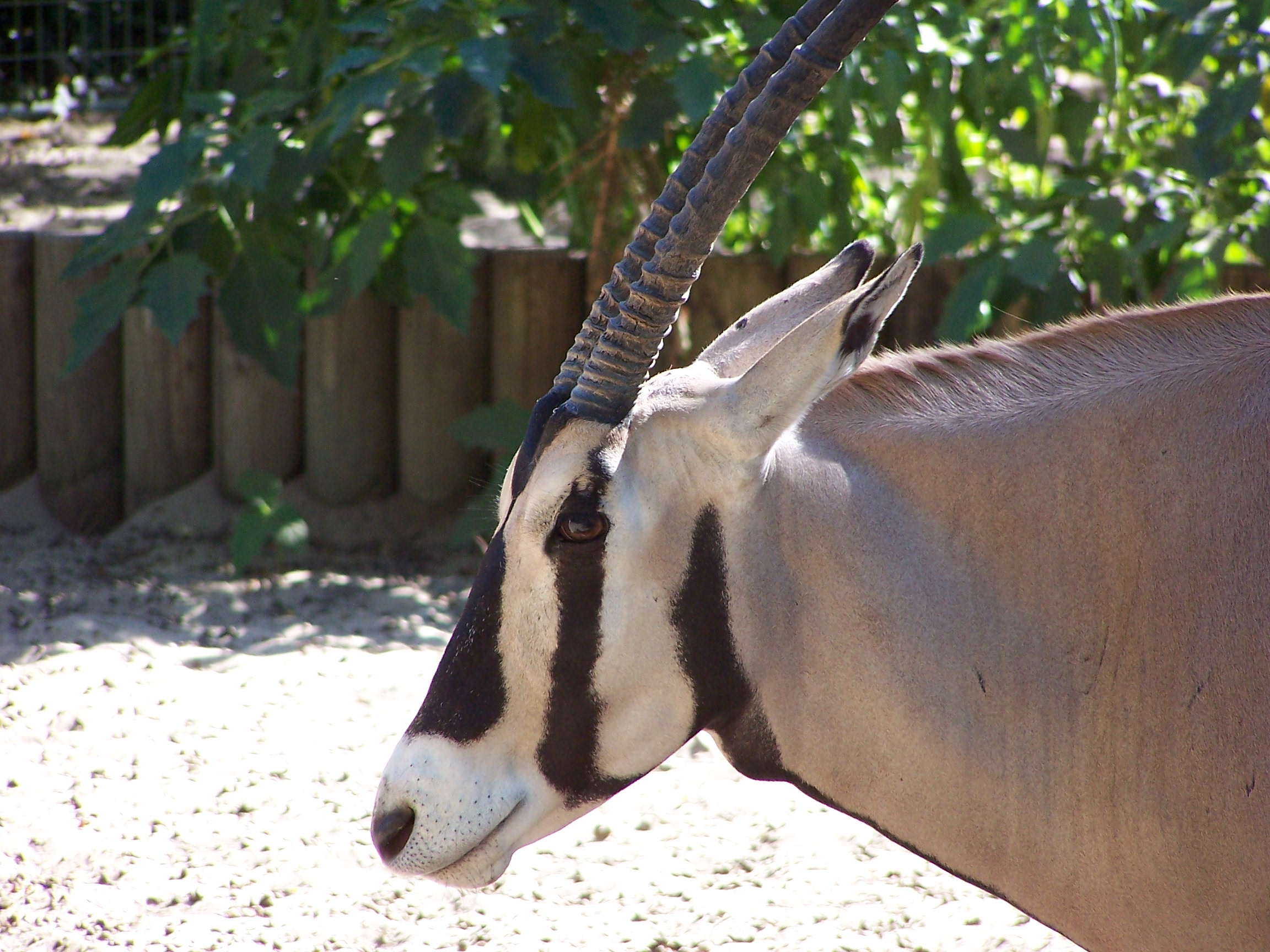
Oryx beïsa (Oryx beisa).
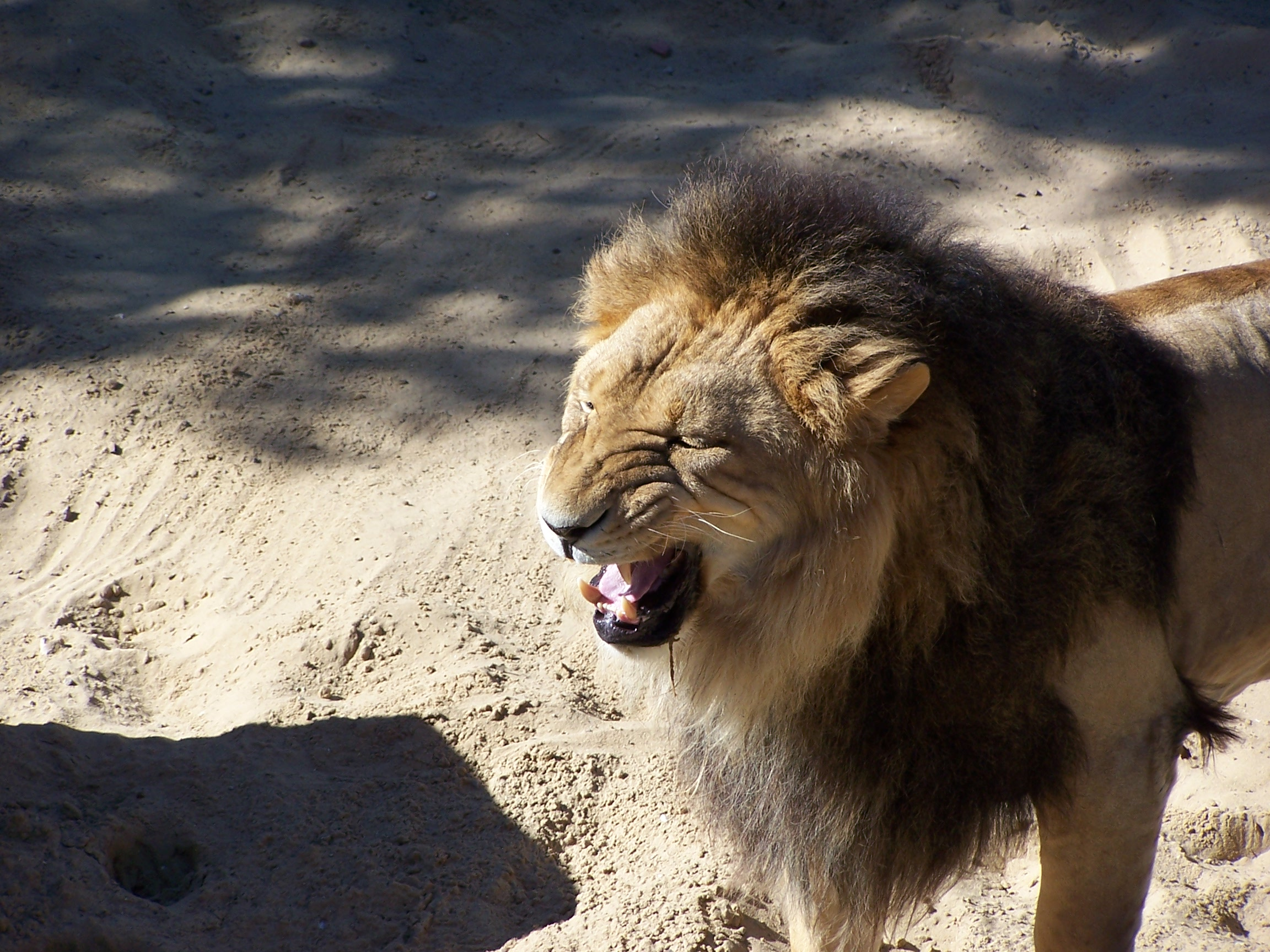
Brutus, un lion mâle (Panthera leo).
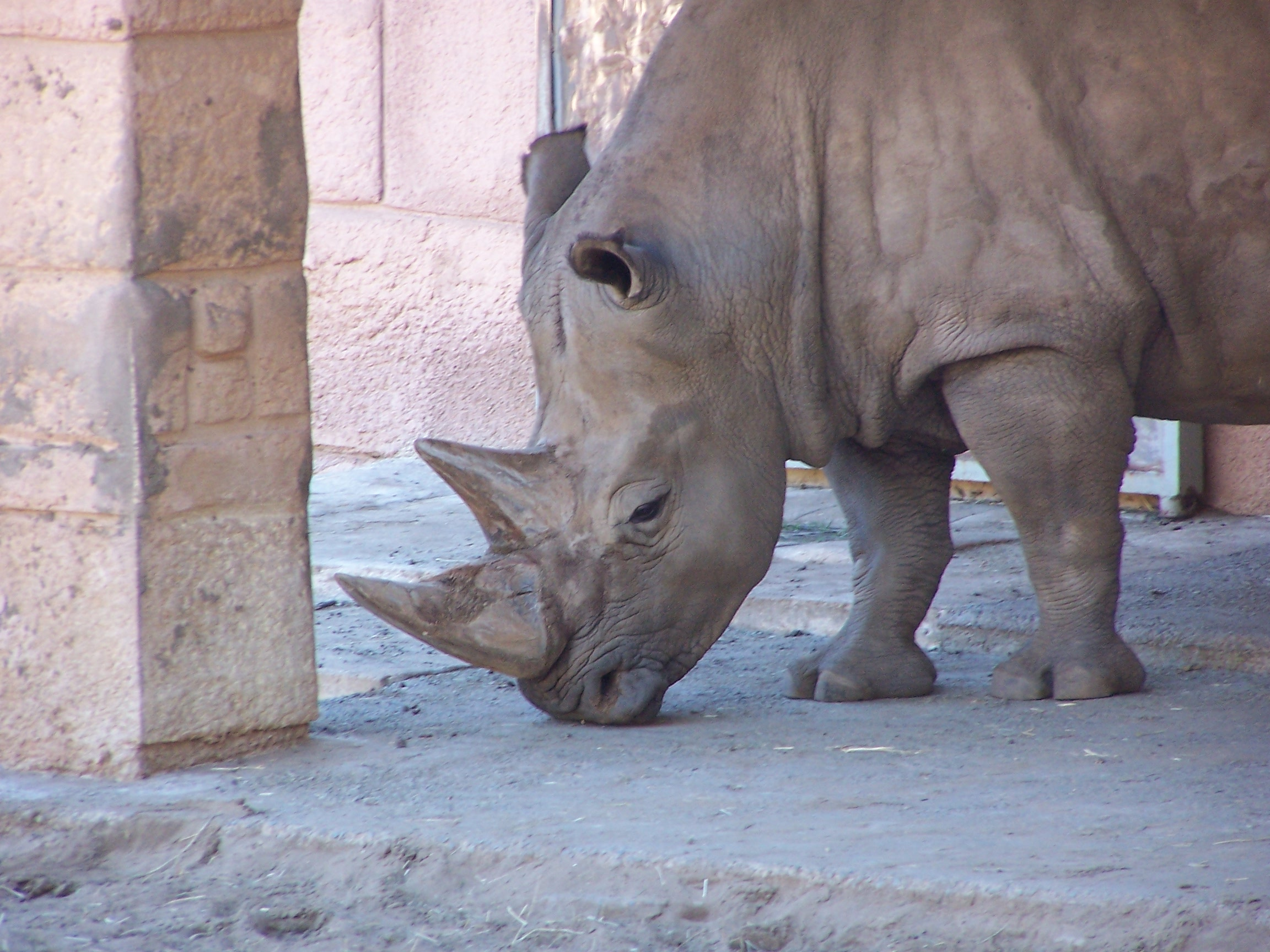
Whi, un rhinocéros blanc mâle (Ceratotherium simum).
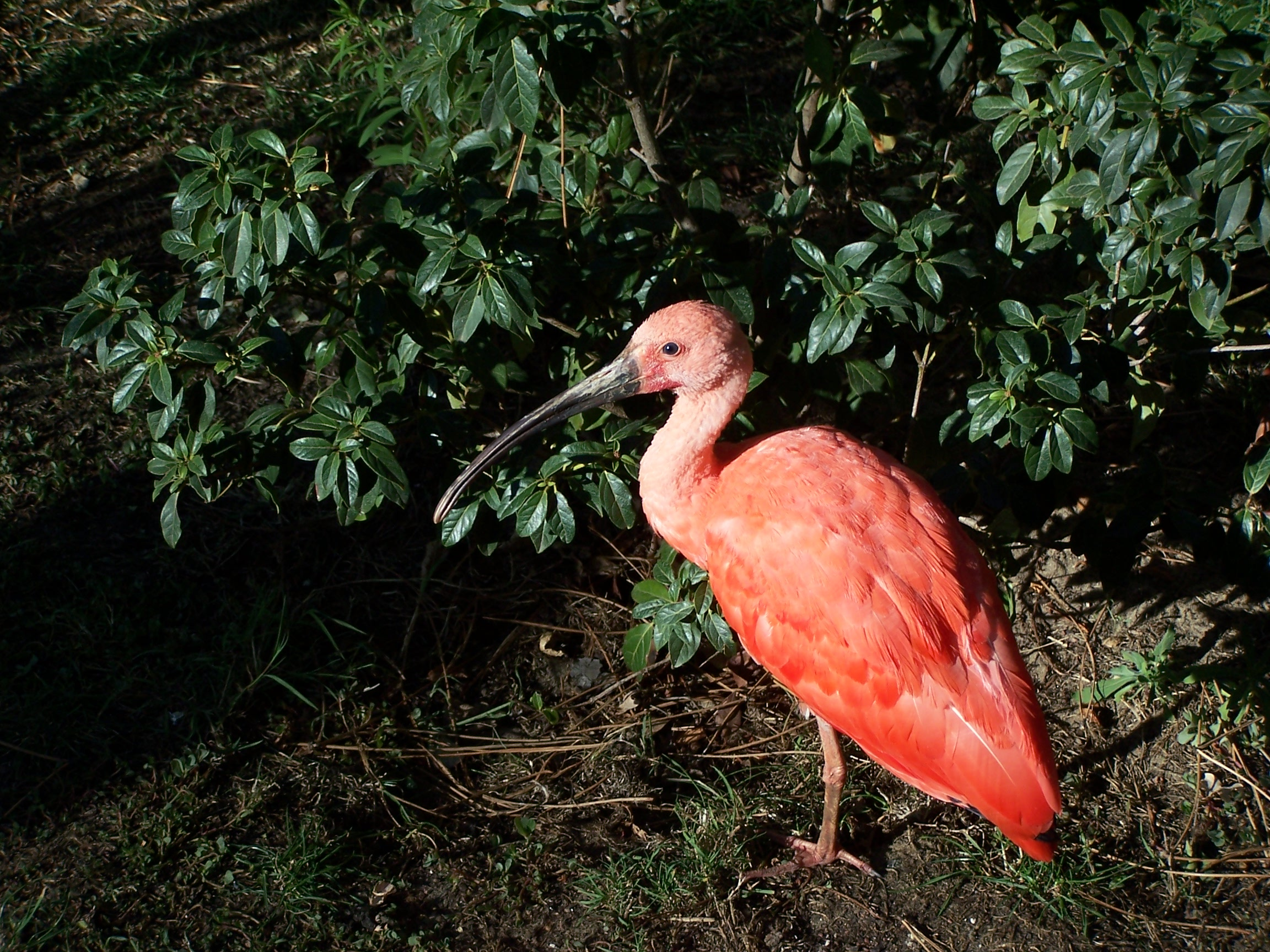
Ibis rouge (Eudocimus ruber).
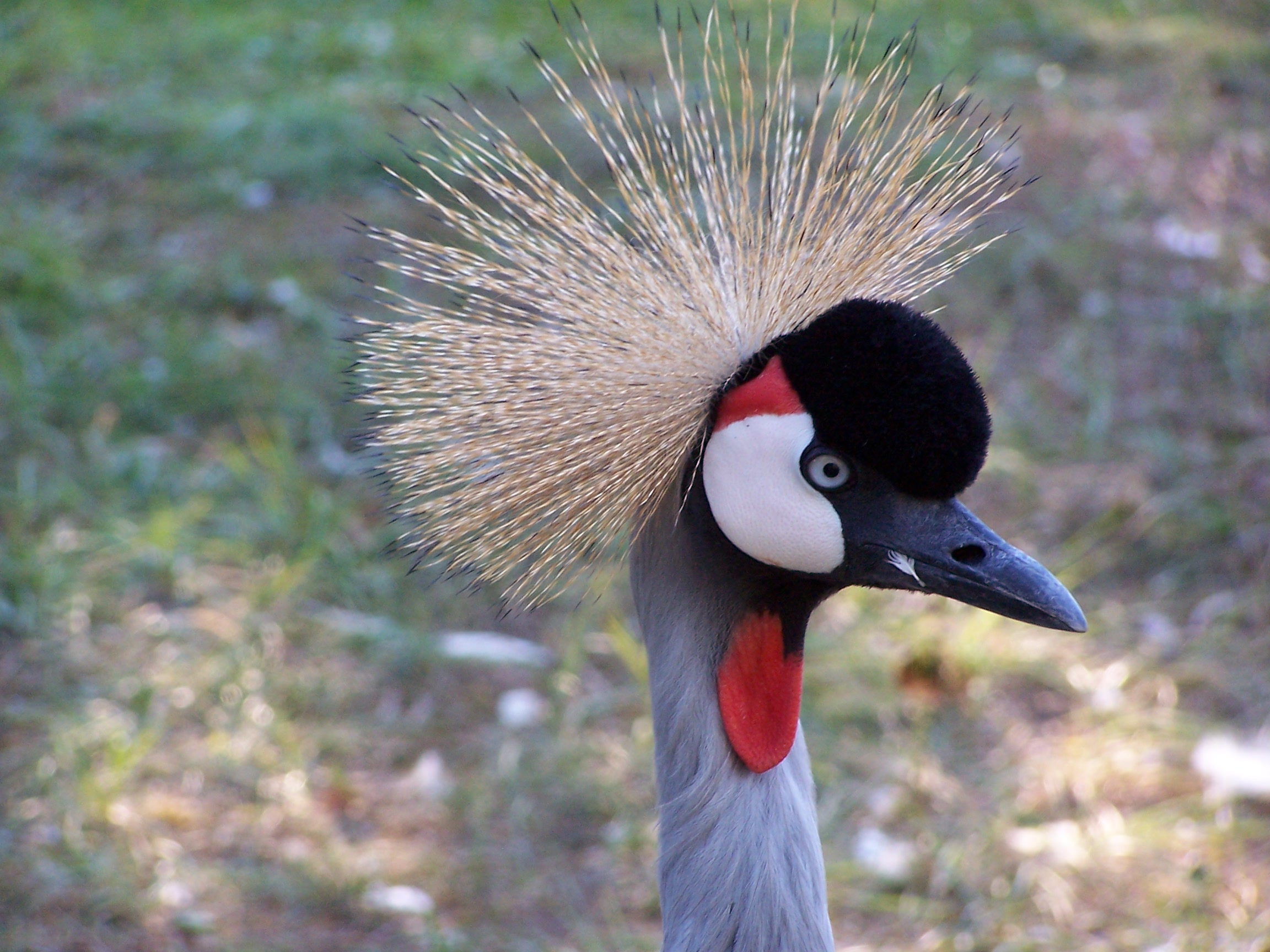
Grue couronnée grise (Balearica regulorum).
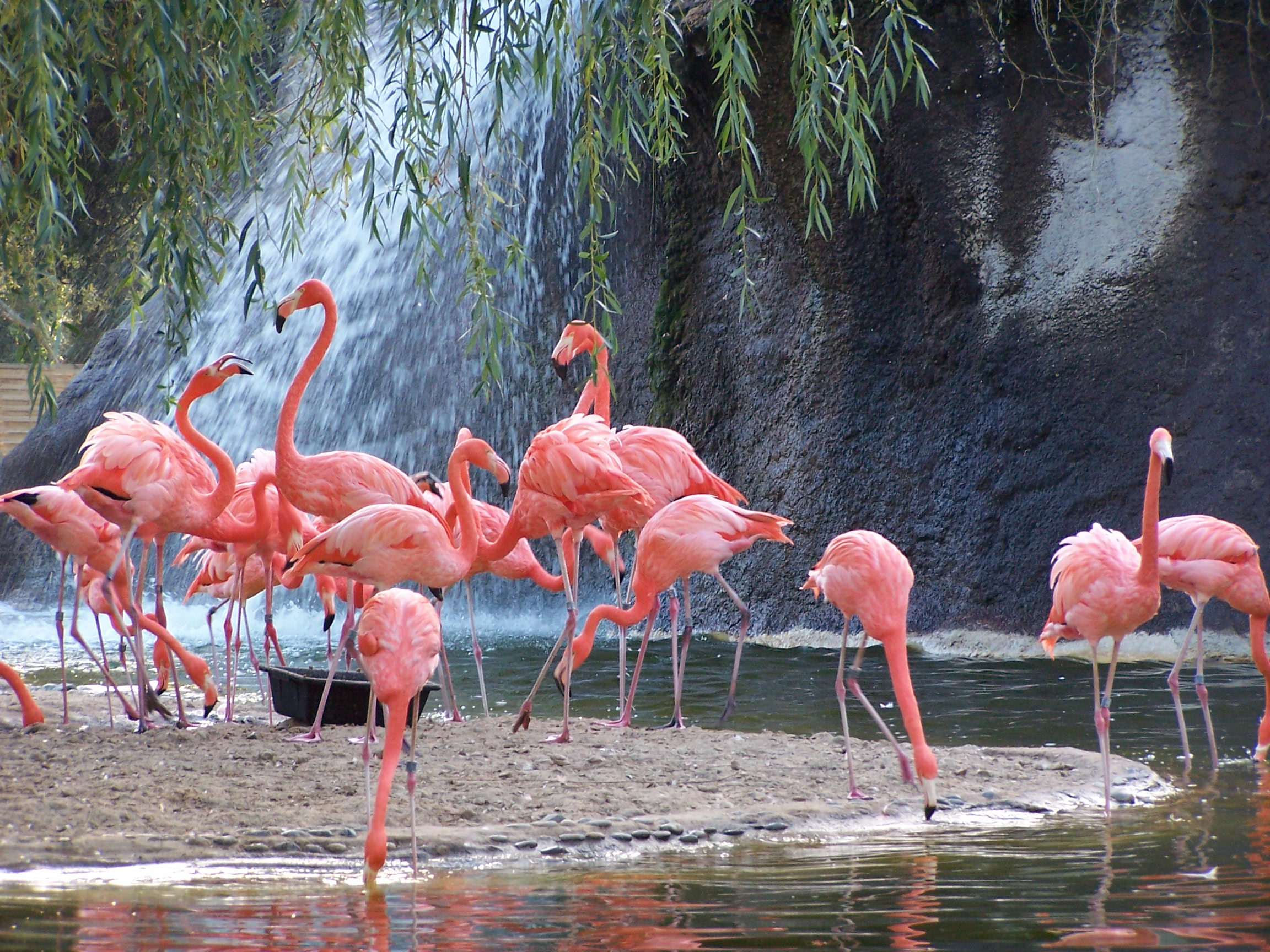
Flamants de Cuba (Phoenicopterus ruber ruber).

### L'Espace Grands Singes
Depuis sa création, l'Espace Grands Singes a vu sa population évoluer. Il y avait à l'origine deux groupes de Gorille des plaines de l'ouest, un groupe d'Orang-outan de Bornéo et un groupe de Pan troglodytes, répartis sur les quatre installations que dispose l'Espace Grands Singes, soit quatre îles, quatre serres intérieures et des loges de nuit individuelles. 

#### Les gorilles
En 2009, les Gorilla gorilla gorilla du zoo étaient répartis en deux groupes. 
Il y avait d'un côté un duo de Dos argenté, composé de Mike (né le 30 août 1989 au Zoo de La Palmyre) et de N'Yuki (né le 28 décembre 1989 au Zoo de La Palmyre). Ces deux demi-frères ont été élevés au biberon au zoo.
Il y avait également un groupe de gorilles reproducteur, composé de Bongo (mâle né le 16 avril 1990 au Zoo de La Palmyre), de Yola (femelle née 29 juin 1992 au Jardin zoologique de Berlin), de Ybana (femelle née le 20 juillet 1998 au Zoo de Zurich), de Monza (mâle né le 2 septembre 2007 au Zoo de La Palmyre) et de Bangui (mâle né le 25 juin 2009 au Zoo de La Palmyre).
En 2013, deux décès ont bouleversé l'équilibre du groupe reproducteur. Celui du mâle adulte Bongo le 30 mars et de Yola le 29 septembre.
En 2014, Mike, emblème du parc, présent notamment sur tous les prospectus du zoo, décède le 31 octobre d'une rupture d'Anévrisme.
Après réflexion avec le coordinateur de l'espèce (EEP), en 2015, est décidé de transférer N'Yuki auprès des gorilles du groupe reproducteur dépourvu de mâle adulte depuis le décès de Bongo.
Le 20 janvier 2016, naît Kibao, fils de Ybana et dont le père est inconnu (il est possible que le père soit Bangui).
En 2022, le groupe de gorilles est composé de N'Yuki, Ybana, Ya Sika (née le 1er janvier 2010 à La Palmyre) et de Kibao.

### Spectacles
Outre la présentation de nombreux animaux dans un environnement adapté à leur habitat naturel, le zoo offre d'avril à fin octobre des spectacles d'otaries de Californie, ainsi que de perroquets et de cacatoès.

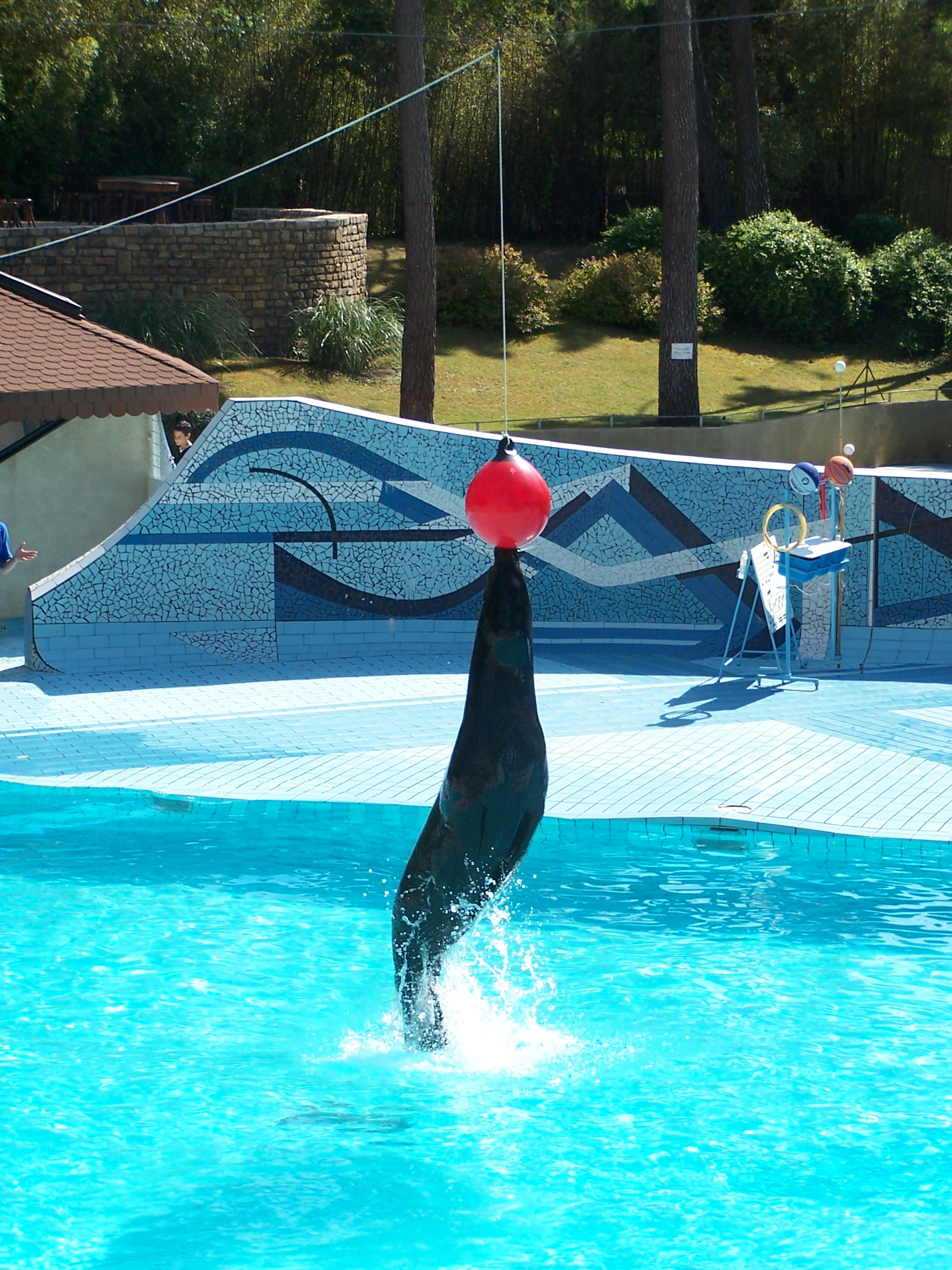
José, une otarie de Californie mâle, en pleine démonstration au zoo de La Palmyre.
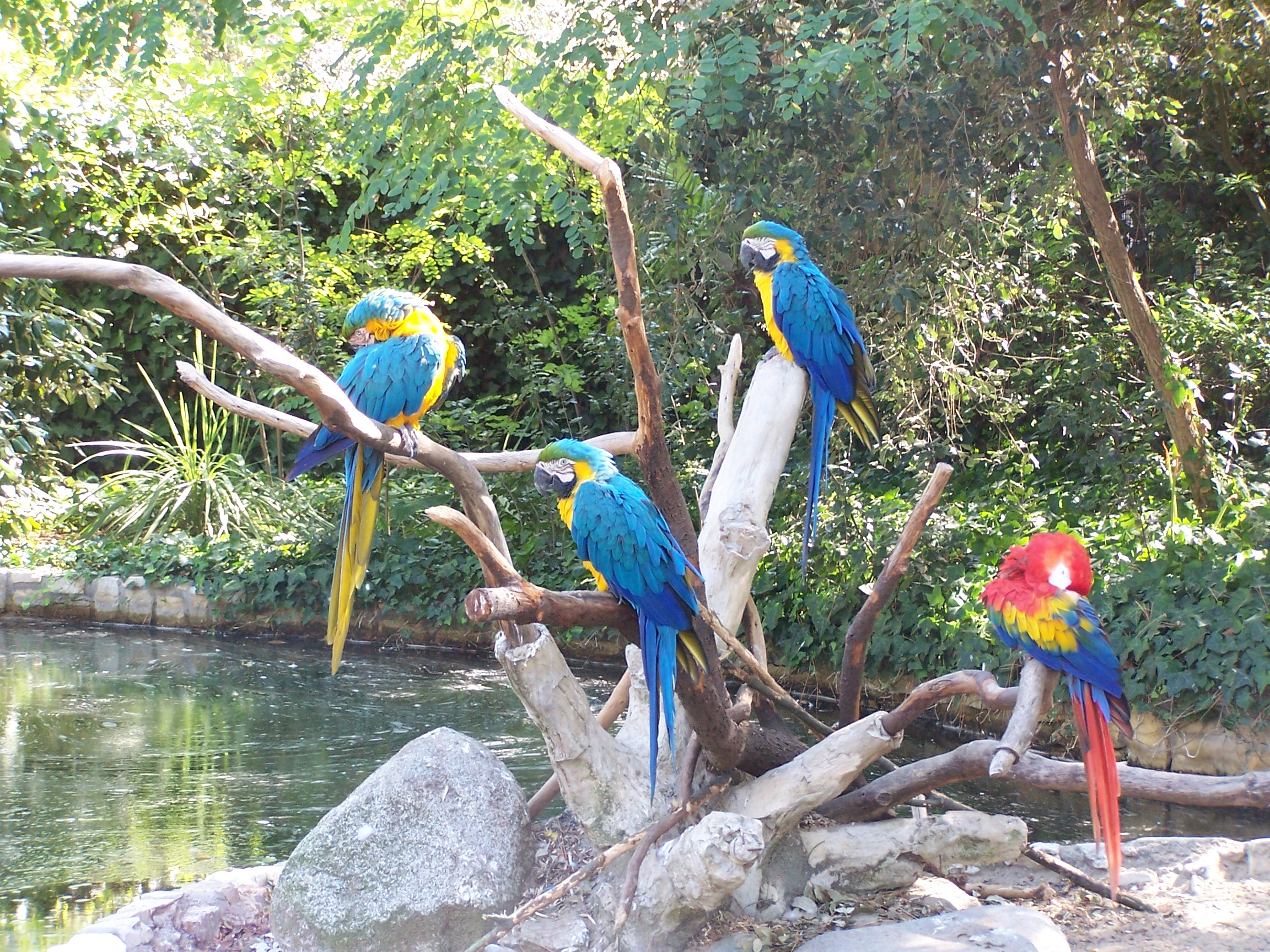
Aras bleu et jaune (Ara ararauna) et Ara macao (Ara macao)

## Conservation de la nature
Tournant le dos aux anciennes pratiques des parcs zoologiques, le parc met l'accent sur une amélioration constante de la qualité de vie des animaux, et joue un rôle important dans la réintroduction dans leur milieu naturel de certaines espèces menacées. Il joue également un rôle pédagogique auprès du visiteur en l'informant sur la biologie et le comportement des espèces, ainsi qu'en le sensibilisant aux menaces nécessitant de mettre en œuvre des mesures de conservation.
Particulièrement sensibilisé à la conservation d'espèces menacées, le zoo de la Palmyre est membre de nombreuses associations internationales reconnues, telles que :
- l'Association mondiale des zoos et des aquariums (WAZA)[20] ;
- l'Association européenne des zoos et des aquariums (EAZA)[21] ;
- l'Association nationale des parcs zoologiques (ANPZ)[22] ;
- l'Action pour la préservation des primates d'Afrique de l'Ouest (WAPCA)[23].

Il est également l’un des membres fondateurs de la Conservation des espèces et des populations animales (CEPA). Cette association, créée en 1997, concentre ses actions sur les espèces à la fois gravement menacées et généralement négligées car méconnues comme la panthère de l’Amour ou le monarque de Tahiti. Une attention toute particulière est donnée à la faune des départements et territoires français d’Outre-Mer.
En 2002, le zoo de la Palmyre a rejoint l’Association européenne pour l’étude et la conservation des lémuriens (AEECL) qui regroupe une quinzaine de zoos. L’initiative de cette action revient aux zoos de Mulhouse, Cologne et Sarrebruck, ainsi qu’à l’université de Strasbourg. L'association gère un programme d’élevage européen en environnement contrôlé (parcs zoologiques) et récolte des fonds qui servent à la création d’une zone protégée à Madagascar pour les lémurs aux yeux turquoise.

### Conservationex situ
Grâce à son taux de natalité remarquable, le zoo est en mesure d'adhérer à de nombreux programmes de sauvegarde d'espèces en voie de disparition. En 2007 par exemple, le zoo participe à 34 programmes européens d'élevage EEP et à 16 studbook européens ESB, ainsi, un quart des 130 espèces qu'il abrite fait l'objet d'un programme international d'élevage. Parmi ces dernières, on retrouve le gorille des plaines, l'orang-outan de Bornéo, l'oryx algazelle, ou encore le tamarin-lion doré d'Amérique du Sud.

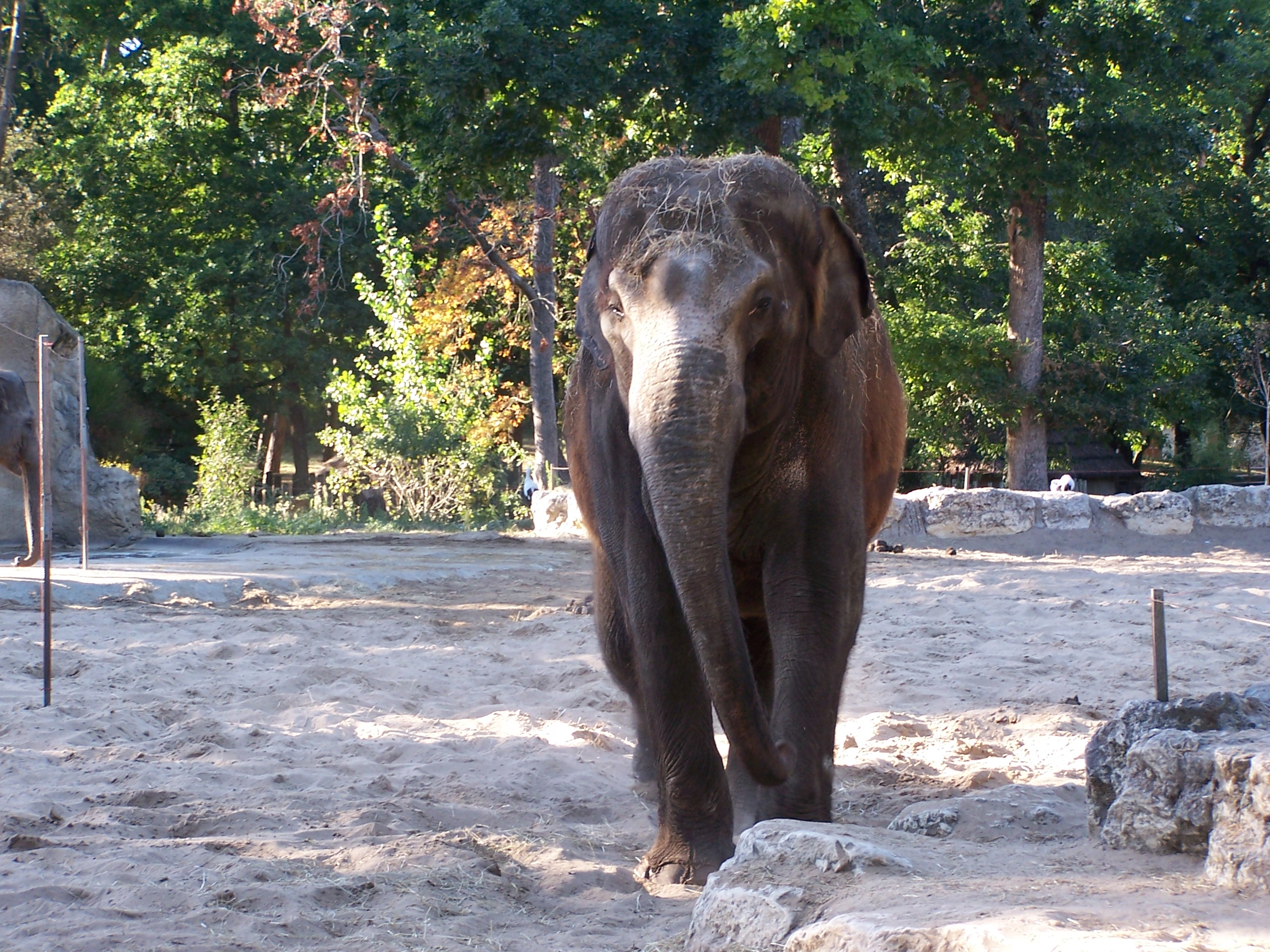
Shinto est un éléphant d'Asie mâle né en 1969. Arrivé au zoo de la Palmyre le 25 janvier 1983, en provenance du parc zoologique de Fréjus, il a eu 8 descendants.

Le zoo de la Palmyre présente un éléphant d'Asie mâle reproducteur, Shinto (né en 1969), arrivé le 25 janvier 1983 en provenance du parc zoologique de Fréjus, ainsi que deux femelles, Alix (née en 1983) et Malicia (née en 1984), toutes deux arrivées le 11 janvier 1991. Il a connu sa première naissance d'éléphanteau le 26 octobre 1995 lorsqu'Alix a mis bas Homaline. Elle a été suivie par Jacky le 7 juillet 1996, qui a été transféré au zoo de Pont-Scorff le 9 octobre 2001, puis au zoo d'Ostrava le 12 octobre 2004, où il est décédé le 25 mars 2005. Puis il y a eu Maurice le 16 juin 2001 et Angèle le 5 novembre 2001. Dernièrement, c'est Ziha qui est née le 27 janvier 2006. Ces naissances sont primordiales pour le programme d'élevage européen, car elles restent exceptionnelles. En France, depuis la fermeture pour maintenance du parc zoologique de Vincennes, seul le zoo de La Palmyre maîtrise la reproduction des éléphants d'Asie.
Le zoo de la Palmyre participe également à des programmes de recherche conduits par des écoles vétérinaires et des instituts de recherche concernant la reproduction des rhinocéros blancs.

### Conservationin situ
Le zoo de la Palmyre finance de nombreux programmes de recherche ou de sauvegarde in situ, c'est-à-dire dans les pays d'origine des animaux, en particulier un programme visant à sauvegarder les orangs-outans dans la région du fleuve Kinabatangan, au nord-ouest de l'île de Bornéo.
L'oryx algazelle est aujourd'hui au bord de l'extinction, victime de la chasse et des activités humaines, les derniers représentants de l'espèce ne subsistent plus qu'en deux poches isolées, au Tchad et au Niger. Le zoo de la Palmyre, qui participe au programme européen d'élevage (EEP) de l'espèce, a participé à une opération de réintroduction. Le 11 mars 1999, quatorze individus provenant de sept parcs zoologiques européens, dont deux mâles élevés au zoo de la Palmyre, ont été réintroduits en Tunisie, dans la réserve de Sidi Toui, afin de former un noyau reproducteur. Les animaux se sont d'ores et déjà reproduits, et il est prévu qu'à terme, une fois que leur nombre sera suffisant et que les populations locales auront appris à coexister avec eux, ils soient relâchés dans le désert.
En 1992, le zoo a envoyé une famille de tamarins-lions dorés au Brésil dans le cadre d'une opération de sauvetage de cette espèce, menacée depuis la fin des années 1960 à cause de l'exploitation forestière et de l'extension de la population humaine. Aujourd'hui, grâce notamment aux programmes de réintroduction menés par les zoos, leur population est remontée à 1 000 individus, contre à peine 200 en 1970. En 1999, la population d'animaux réintroduits ou issus d'animaux réintroduits se composait de 302 singes. Ils vivent sur la réserve de Poço das Antas et 15 exploitations privées. Bien que la capacité optimale d'accueil des forêts de la réserve soit atteinte, le programme de conservation se poursuit, en procédant notamment à des translocations d'animaux, en créant des corridors reliant entre elles des portions de forêt protégées, ou en achetant de nouvelles portions de forêt pour y établir de futures réserves
En juin 2006, le zoo de La Palmyre, qui présente deux rhinocéros blancs, s'est associé à la campagne de conservation du rhinocéros organisée par l'Association européenne des zoos et des aquariums (EAZA), et destinée à récolter 350 000 euros afin de financer un minimum de 13 programmes de conservation des rhinocéros en Afrique et en Asie. À la suite de la campagne organisée pendant la saison 2006, le zoo a récolté 7 600 euros affectés à un programme de conservation des rhinocéros de Java et de Sumatra, en Indonésie.

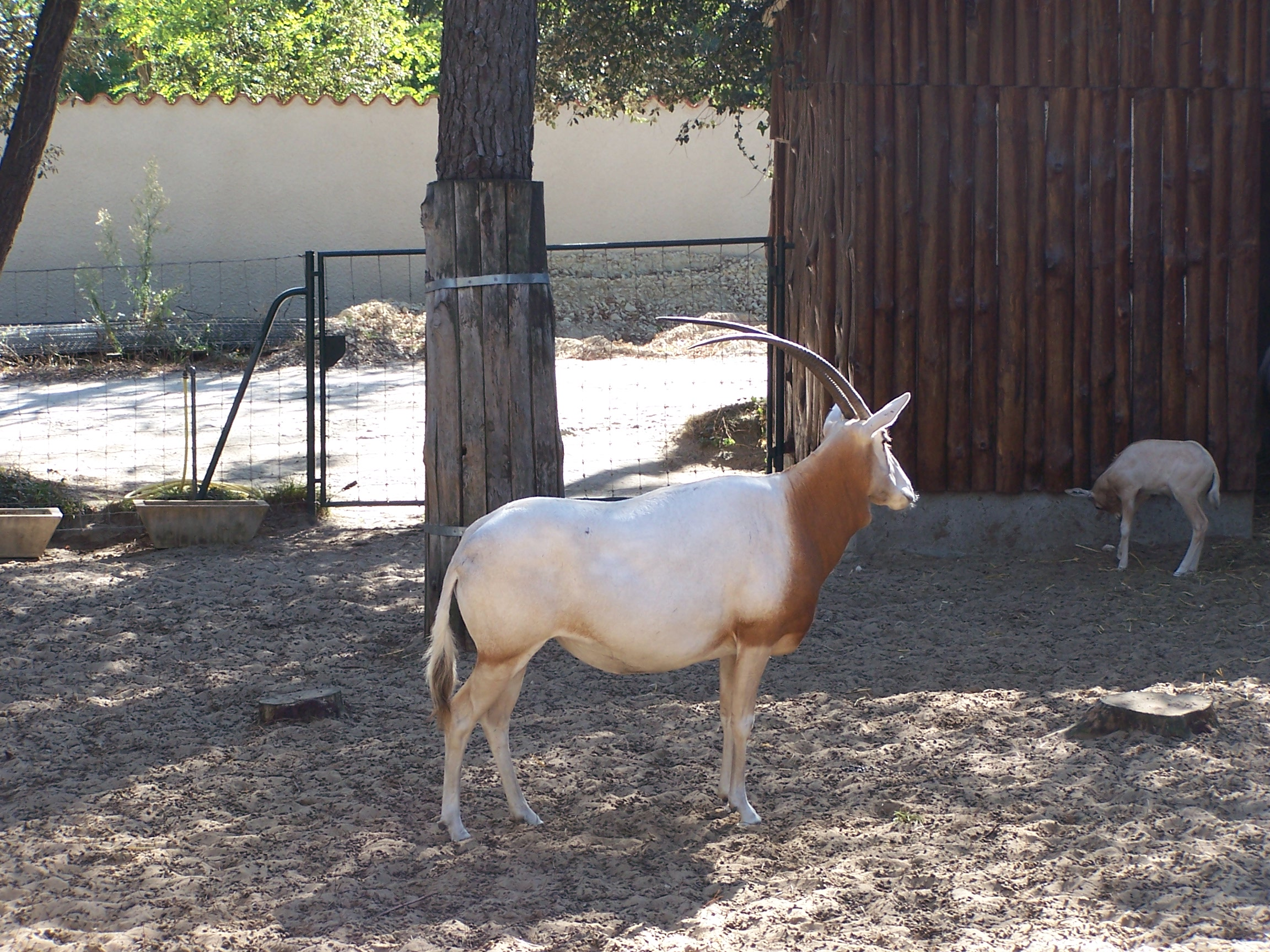
Un oryx algazelle et son petit.
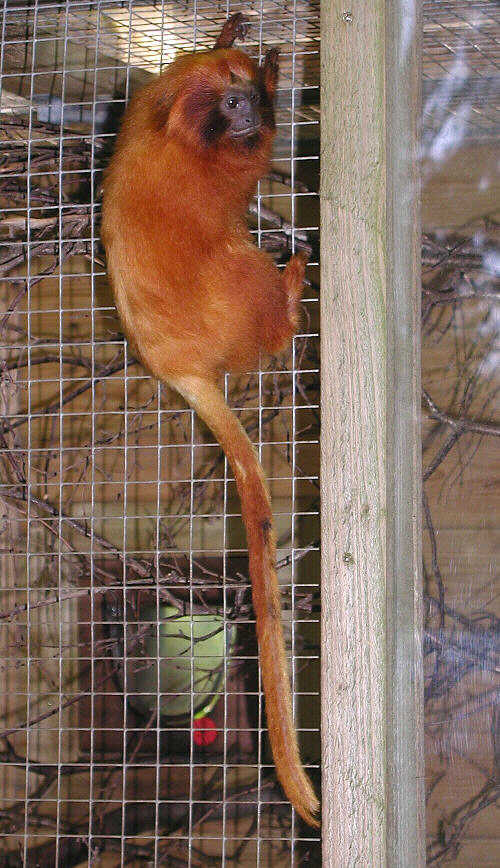
Un tamarin-lion doré.
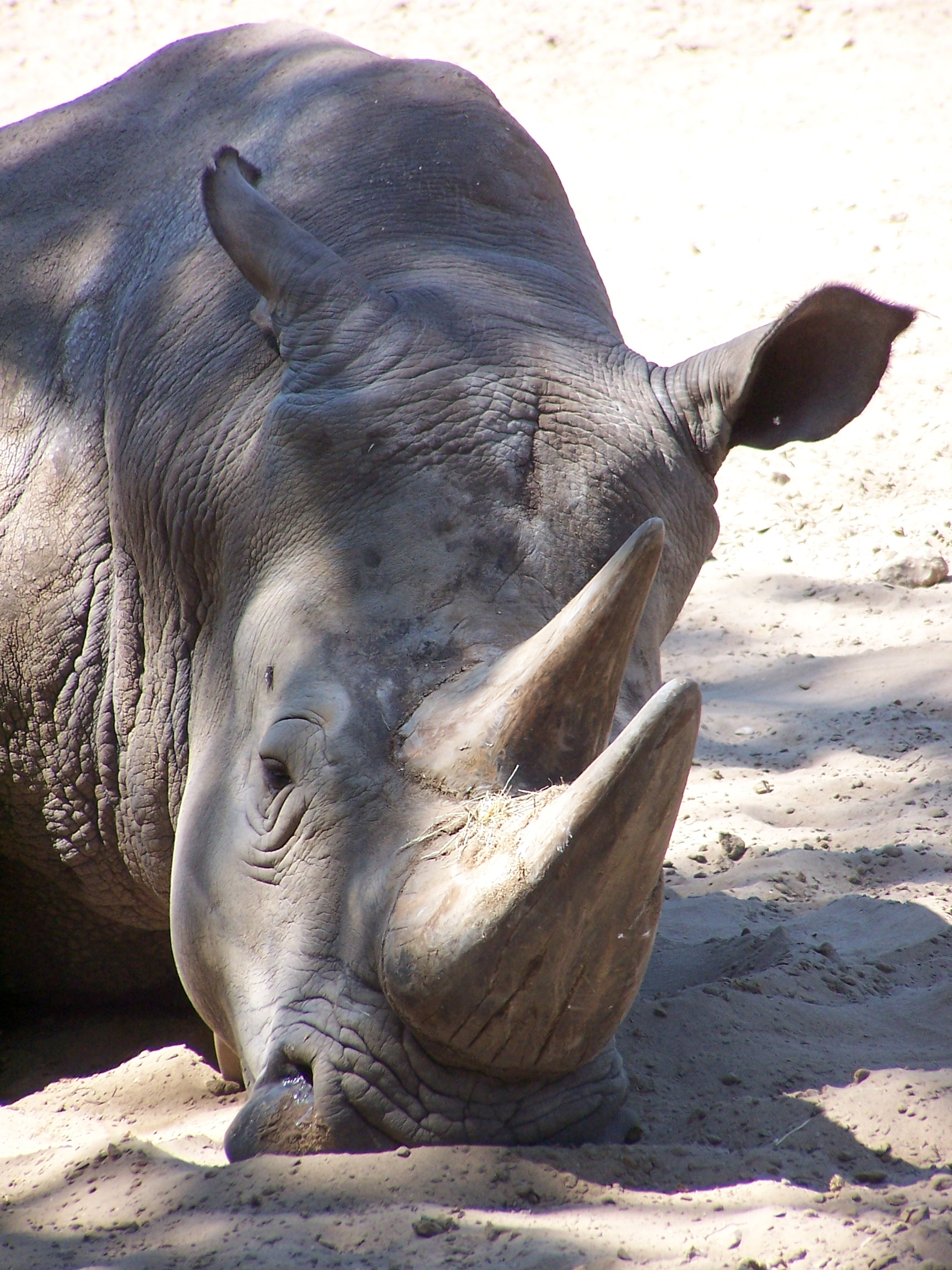
Whi, un rhinocéros blanc mâle.

## Économie
Acteur économique important pour la région Poitou-Charentes, dont 5,5 % du PIB régional proviennent du tourisme, le zoo de La Palmyre, avec 700 000 entrées (dont 10 % de scolaires) et 9 millions d'euros de chiffre d'affaires[Quand ?], représente avec le Futuroscope de Poitiers (1 825 000 entrées) et l'Aquarium de La Rochelle (850 000 entrées) 50 % des entrées et la moitié des revenus des activités de loisirs de la région[réf. nécessaire].
Il est le troisième établissement zoologique privé de France en termes de fréquentation avec 705 901 visiteurs en 2014, derrière le Marineland d'Antibes et le Zooparc de Beauval. En 2012 il a enregistré 687 991 entrées et en 2013, ce sont 681 348 entrées qui ont été enregistrées. En 2015, il enregistre 653 733 entrées. En 2016, il enregistre une légère baisse à 629 707 entrées.
Il emploie 55 employés à l'année[réf. nécessaire]. L'effectif atteint 120 personnes en haute saison (chiffre 2024).
À cause de la pandémie de Covid 19, le zoo de la Palmyre a vu son nombre de visiteurs décroître, le confinement de la population en est la raison principale. Concernant le chiffre d’affaires, entre mars et août 2020, il y a eu une perte de plus de 80 % sur une base d'environ 1,2 million d’euro par saison. Puis, concernant les entrées, il y a eu 375 000 visites en 2020, soit une baisse de 172 000 entrées par rapport à l’année 2019. De plus, cette baisse du nombre d'entrées a affecté les ressources économiques destinées à la nourriture. En effet, chaque semaine se sont plus de 250 kilos de viande et plus de trois tonnes de fruits et légumes (salades, carottes, bananes…) qui sont livrés au zoo.

### Sources
- Charente-Maritime, Latitude exotique ([PDF]), Septembre 2003 - Consulté le 13 janvier 2006 sur charente-maritime.org
- Échange d'informations par courriel avec la responsable communication du zoo (voir en page de discussion)
- http://www.leszoosdanslemonde.com/description.zoo-de-la-palmyre.php